# Костенец чёрный
Костене́ц чёрный (лат. Asplēnium adiāntum-nīgrum) — папоротник, вид рода Костенец (Asplenium) семейства Костенцовые (Aspleniaceae). Включён в Красные книги России и Украины.

## Распространение и среда обитания
Произрастает в Европе (Атлантическая, Северная, Центральная, Юго-Восточная, Средиземноморье), Азии (Юго-Западная, Средняя, Центральная и Восточная), Северной и Южной Африке, Северной Америке (Мексика), Океании, Макаронезии.
Встречается в Карпатах, по Днепру, в Крыму (редко), на Кавказе (Дагестан, Западное и Южное Закавказье); Средней Азии (Копетдаг, Тянь-Шань). Поднимается до среднегорного пояса.
Как правило, растёт на камнях в тенистых каштанниках, грабово-каштановых, смешанных колхидских лесах, дубравах, самшитниках, буковых лесах, в трещинах корней деревьев, на сухих склонах, реже на осыпях и в трещинах скал.

### Охранный статус
Включён в Красные книги России и Украины, включён также в Красные книги следующих субъектов России: Республика Адыгея, Республика Дагестан, Краснодарский край.

## Ботаническое описание

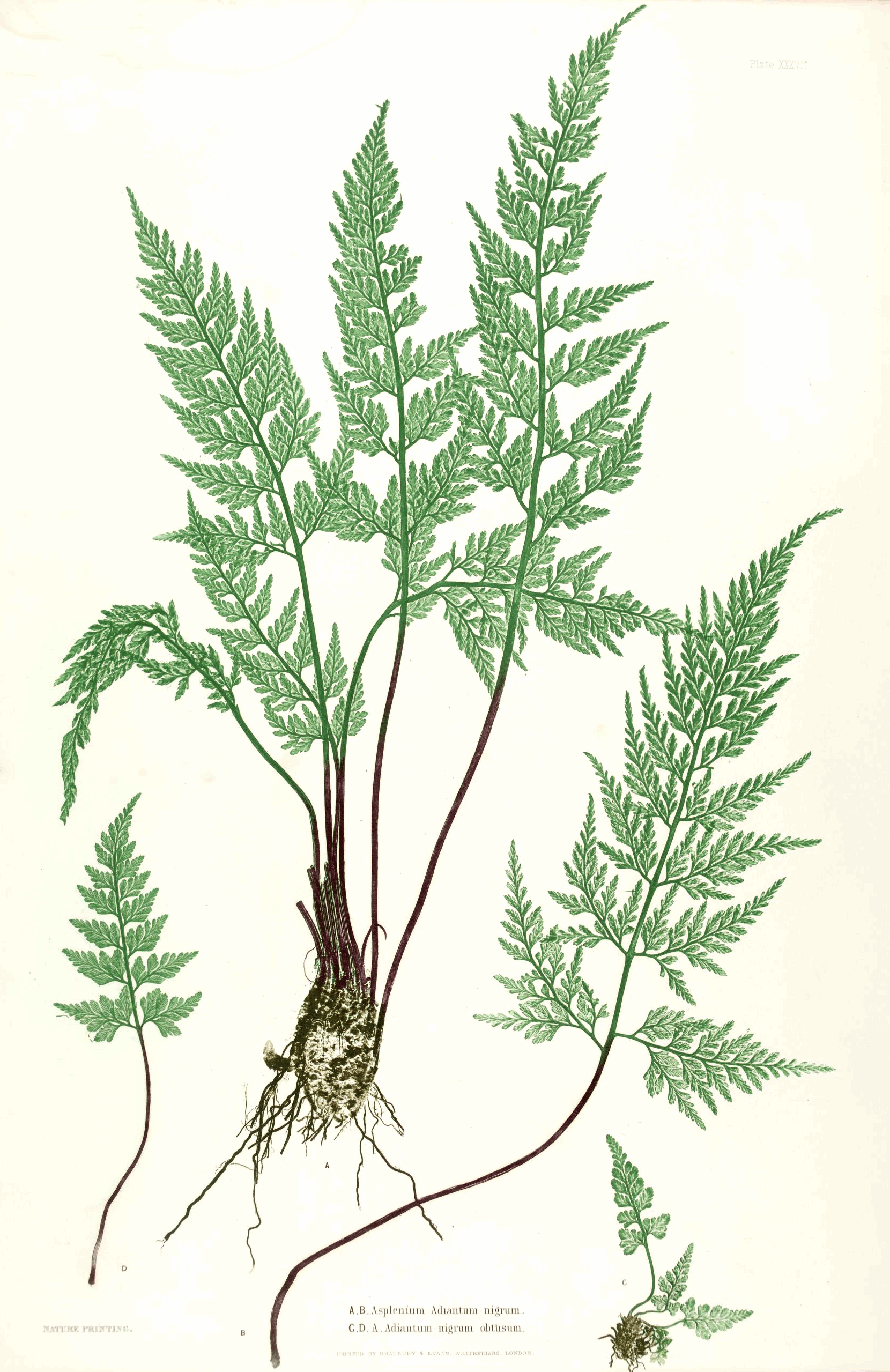
Ботаническая иллюстрация из книги Томаса Мура The ferns of Great Britain and Ireland, 1857

Многолетнее вечнозелёное растение. Имеет ползучее или прямое корневище, укрытое чёрными узколанцетными плёнками без центральной жилки.
Вайи зимующие, вырастают до 30—40 см, их пластинки дважды или трижды перисторассечённые, ланцетные или овальные, заострённые, кожистые, более или менее блестящие, с удалёнными друг от друга и направленными вверх сегментами. Сегменты последнего порядка яйцевидные или обратнояйцевидные, отдалённые, по краям зубчатые. Черешок равен пластинке или длиннее её, в нижней части блестящий, чёрно-бурый.
Споры яйцевидно-почковидные, с поверхности сетчато-перепончатые. Спороносит в августе — сентябре.
Размножается спорами и вегетативно. Спороносить начинает на 8—10-й год жизни.

## Химический состав
Растение содержит тритерпеноиды, стероиды, высшие жирные кислоты, высшие алифатические углеводороды. В спорах найдены фенолкарбоновые кислоты и их производные, ксантоны.

## Хозяйственное значение и применение
В индийской медицине растение применяют как противовоспалительное, слабительное, лактогенное, антигельминтное, диуретическое, при желтухе, болезнях селезёнки, конъюнктивитах. В народной медицине используют как вяжущее. Отвар листьев обладает отхаркивающими свойствами.
Растение можно использовать как декоративное в садоводстве.

## Ботаническая классификация

### Синоним
По данным The Plant List — Asplenium andrewsii A.Nelson.